# Photinus dimissus
Photinus dimissus is een keversoort uit de familie glimwormen (Lampyridae). De wetenschappelijke naam van de soort is voor het eerst geldig gepubliceerd in 1881 door LeConte.